# فرانس میشل پنینگ
فرانس میشل پنینگ (هلندی: Frans Michel Penning؛ زاده ۱۲ سپتامبر ۱۸۹۴ درگذشته ۶ دسامبر ۱۹۵۳) یک دانشمند اهل هلند بود.